# Hyllingebjergstenen
Hyllingebjergstenen er en 8,5 tons tung granitmonolit, som blev efterladt på toppen af Hyllingebjerg af tilbagetrækkende indlandsis i det nordlige Europa for omkring 10.000 år siden. Hyllingebjerg er en 28 meter høj jordskrænt i det nordlige Sjælland i Danmark. Stenen blev i bronzealderen, omkring 3000 år siden, dekoreret med helleristninger af skibe, solhjul og omkring 300 skålformede udskæringer. 

## Historie
Stenen blev først fundet i maj 1983, hvor den lå på stranden i Hyllingebjerg, halvt dækket af sand. Nationalmuseet blev informeret om stenen, men var på det tidspunkt ikke interesseret i at bevare den pga. manglende midler.
Stenen blev derfor liggende på stranden indtil en dag i februar 1991, hvor udskæringerne blev fotograferet, og det vakte interesse. I april 1994 blev stenen flyttet fra stranden og op på skrænten, hvor den oprindeligt lå. 
Om natten i oktober 1944 malede Gerhard Milstreu de gamle udskæringer hvide, som dog af vejret hurtigt forsvandt igen. 11 år senere blev den igen malet, og i 2001 blev stenen flyttet til konservator Leif Vognsen i Gram, hvor den over de næste 4 år blev renset. 
Stenen blev den 19. september 2005 dækket med plastik og med lastbil fragtet til Hillerød, hvor den blev opbevaret i et kølerum godkendt af de danske arkæologiske myndigheder. Temperaturen i kølerummet var 17-18 °C og fugtighed på omkring 60-70o RH. Lagerrummet indeholder også organisk materiale, så som læder og træ fra vogne og møbler. Der er ingen dagslys, og rummet bliver kun lyst op af kunstigt lys, når nogen arbejder der.  Hyllingebjergstenen blev holdt i sin plastiskindpakning på dette lager i ca. 8 måneder, indtil maj 2006.
Hyllingebjergstenen blev i oktober 2010 anbragt på Frederiksværk Bibliotek.